# Јаскишер
Јаскишер (мађ. Jászkisér) је град у Мађарској. Јаскишер је град у оквиру жупаније Јас-Нађкун-Солнок.

## Географија

### Локација
Налази се у северном делу Алфелда, у северно-централном делу жупаније Јас-Нађкун-Солнок, у источном делу Јасшага. Налази се око 35 километара од Солнока, седишта округа .
Насеља која се непосредно граниче са севером су: Јасивањ са севера, Пеља са истока, Тисасили са југоистока, Јасладањ са југа, Јасалшосентђерђ са југозапада, Јастелек са запада и Јасапати са северозапада.
Покрива површину од 13.011 km2 (5.024 sq mi) и има популацију од 5.546 људи (процена за 2013. годину).

## Историја
Јаскишер је добио име по потоку Кишер (Kis-ér) који је некада пролазио источном страном насеља. Први писани запис је потврда о расподели имовине породице Мадараши, у којој се Кисир (Kysír) помиње као село 1391. године. Китњасти грб сугерише некадашње богатство насеља, упућује на његово источно порекло, његову ратничку прошлост, јединство Јасшага и порекло Куна.
Због близине реке Тисе, њена граница је била мочварно подручје кроз које је било тешко проћи вековима, што га је више пута штитило од уништења током историје. Вековима се у плодним дренажним пределима Тисе гајила значајна количина дувана. Кишер је насеље са другом по величини копненом површином у Јасшагу.
Већина становника Јаскишера радила је у пољопривреди. Полако се све више породица пребацује да раде у индустрији насеља и околних већих фабрика.
Будућом изградњом аутопута М8 који пролази поред Јаскишера, може се придружити систему мреже брзих путева.

## Становништво
Године 2001. 94% становништва насеља се изјаснило као Мађари, 6% Роми.
Током пописа из 2011. године, 83% становника се изјаснило као Мађари, 13% као Роми, а 0,3% као Немци (17% се није појавило). 
Верска дистрибуција је била следећа: Римокатолици 40,6%, реформатори 20,9%, лутерани 0,2%, гркокатолици 0,2%, неденоминациони 11% (26,6% се није изјаснило).
| Година     | 1980.         | 1990.         | 2001.         | 2010.           | 2011.         | 2013.           |
| Популација | 6.346 (попис) | 5.802 (попис) | 5.778 (попис) | 5.317 (процена) | 5.467 (попис) | 5.546 (процена) |
| ---------- | ------------- | ------------- | ------------- | --------------- | ------------- | --------------- |